# Ambasciata

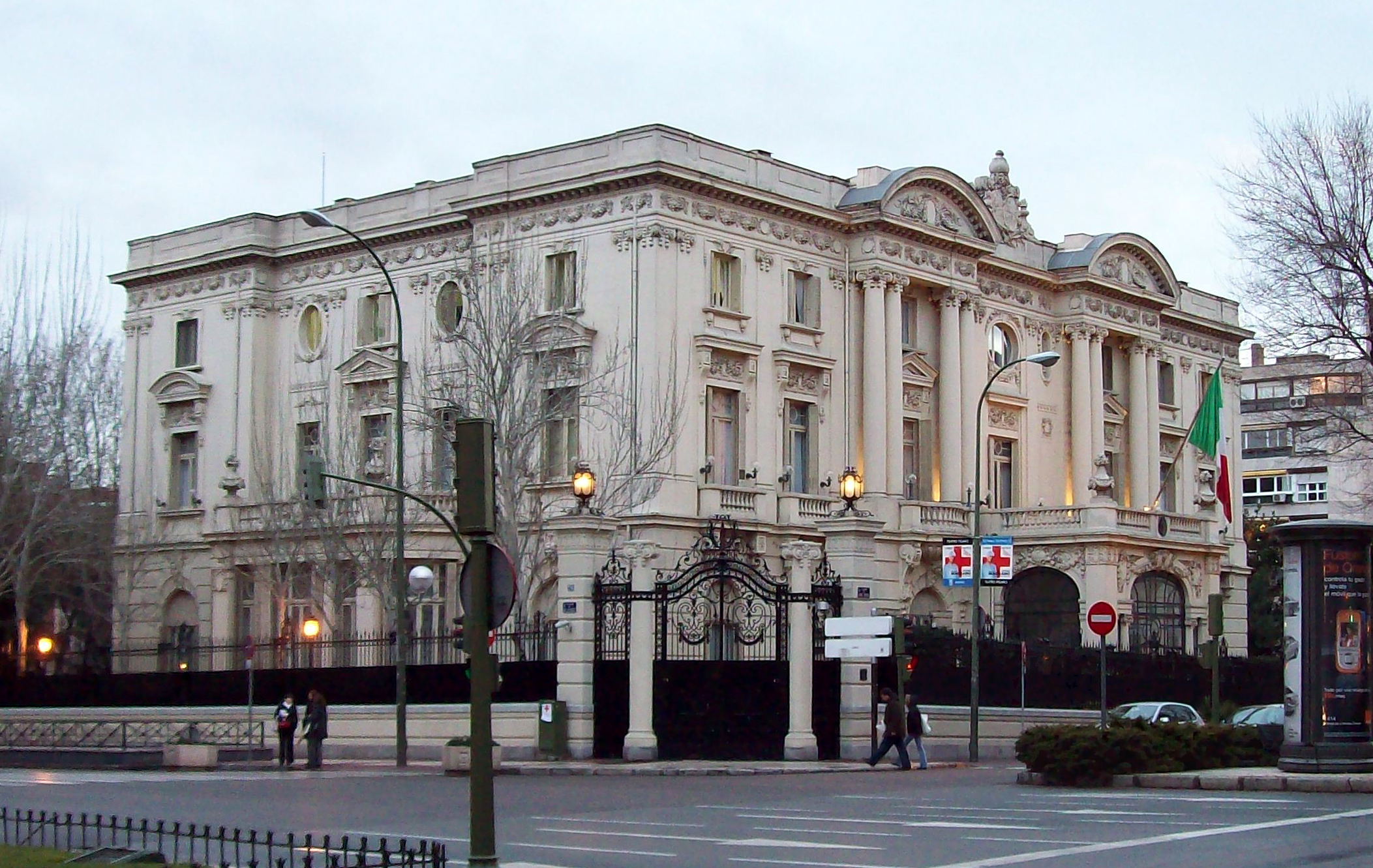
Palazzo de Amboage, ambasciata d'Italia a Madrid, in Spagna.

L'ambasciata è una rappresentanza diplomatica di uno Stato accreditata presso un altro Stato. Essa si trova di solito nella capitale di un paese straniero.
Il termine è anche utilizzato per indicare i locali all'interno dei quali si esplica l'attività diplomatica. Talvolta coincide con la residenza dell'ambasciatore.
Secondo il Global Diplomacy Index pubblicato dal Lowy Institute, nel 2017 gli Stati Uniti hanno il maggior numero di ambasciate e consolati (273), seguiti da Cina (268), Francia (266), Russia (242), Giappone (229), Turchia (229), Regno Unito (225) Germania (224) e Brasile (221).

## Etimologia
Il termine deriva dal latino ambactus (servo), successivamente ripreso nel basso latino come ambactia ad indicare ciò che si manda a dire, quindi le persone che compongono la legazione nonché il luogo fisico.

## Regime giuridico
I locali, gli archivi e le pertinenze dell'ambasciata godono delle immunità codificate nella Convenzione di Vienna sulle relazioni diplomatiche del 1961, ai sensi del cui art. 31: «senza il consenso del capomissione, è vietato agli agenti dello Stato accreditatario accedere [ai locali della missione]. Le stanze, la mobilia, gli altri oggetti che vi si trovano e i mezzi di trasporto della missione non possono essere oggetto di perquisizione, requisizione, sequestro o esecuzione forzata.»
L'ambasciata, per un fondamentale principio del diritto internazionale, gode dell'immunità dalla giurisdizione locale per i fatti che accadono all'interno della stessa.
Sia il personale diplomatico, per consuetudine internazionale, sia altro personale amministrativo, per uso e cortesia internazionale, godono delle immunità diplomatiche, così come codificate dalla già citata Convenzione di Vienna.
I casi di violazione di sedi diplomatiche e del regime delle immunità ad esse connesse sono relativamente rari. Il più conosciuto è quello della crisi degli ostaggi a Teheran, sorto in seguito all'occupazione dell'ambasciata statunitense in Iran nel 1979.

## Funzioni

### Cooperazione politica

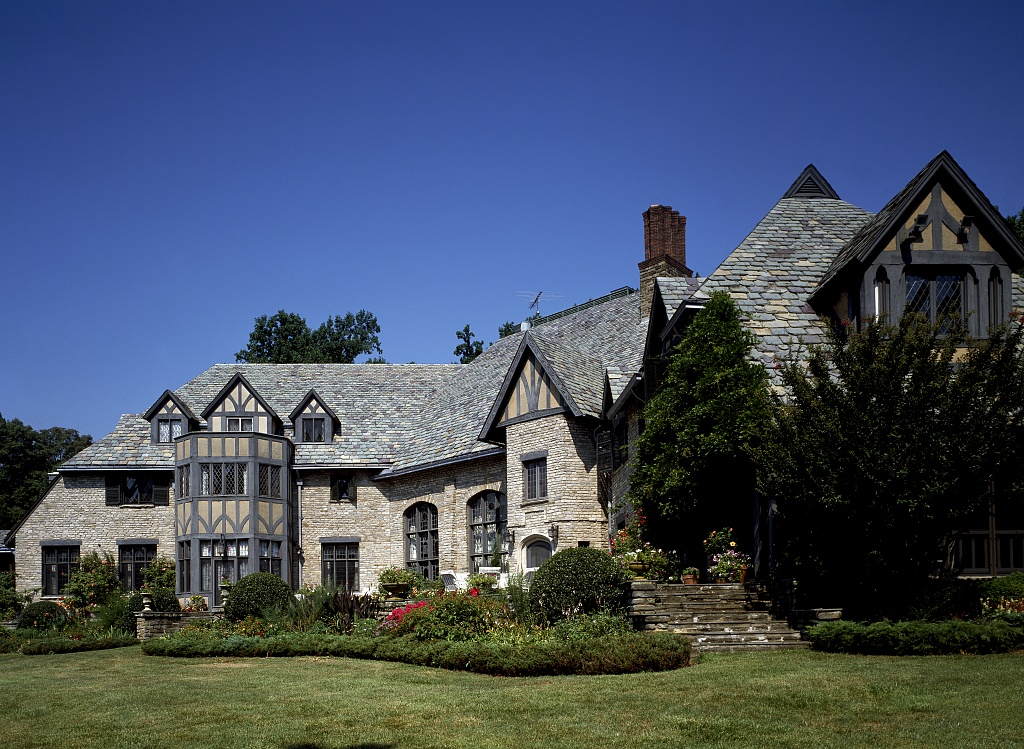
Residenza dell'ambasciatore italiano negli Stati Uniti (Washington, D.C.)

Il ruolo principale dell'ambasciata è quello d'intrattenere le relazioni diplomatiche con il Paese ospitante. Tutte le altre funzioni esplicate dalla struttura sono intrinsecamente collegate all'attività politica, in quanto quest'ultima è la base sul quale poggiano tutte le altre. L'ambasciatore è il capo della missione diplomatica ed in quanto tale è il massimo rappresentante del suo stato nel Paese accreditatario. Il grado di cooperazione politica varia notevolmente da Paese a Paese, in quanto tra Paesi politicamente affini e regionalmente collegati da organizzazioni internazionali particolarmente strutturate, le relazioni politiche possono essere molto profonde.
In caso di gravi contrasti, invece, tale cooperazione può essere scarsa e frammentaria ed in alcuni casi può essere persino sospesa attraverso il ritiro del proprio ambasciatore. Per questioni di sicurezza del personale diplomatico, generalmente durante una guerra civile, l'ambasciata può essere chiusa.
In caso di rottura delle relazioni diplomatiche, le funzioni consolari possono continuare ad essere espletate, mentre i rapporti ufficiali tra Stato accreditante ed accreditatario vengono temporaneamente o permanentemente interrotti.

### Promozione delle relazioni economiche
Tra le funzioni svolte dall'ambasciata c'è anche la promozione dei rapporti economici con il paese di accreditamento. Preposti a tale attività sono gli uffici economico-commerciali, i quali si occupano, in particolare, di favorire i contatti tra operatori economici nazionali e locali, mantenere e promuovere le relazioni con le autorità nazionali rilevanti e segnalare le principali opportunità di investimento e di affari alle imprese.
Inoltre, si esplica l'attività di prevenzione e di soluzione dei contenziosi in materia commerciale: gli operatori economici possono, infatti, affidarsi alle conoscenze tecnico-giuridiche dell'ambasciata relativamente al contesto giuridico-legale del paese di accreditamento. Le attività volte a favorire le relazioni economiche si rivolgono sia alle grandi imprese sia alle piccole e medie imprese (PMI): sono queste ultime, in particolare, a beneficiare dei servizi offerti dalle ambasciate, le quali consentono loro, infatti, di accedere a informazioni e contatti altrimenti difficilmente, o troppo onerosamente, reperibili.

### Cooperazione allo sviluppo
Nei Paesi in via di sviluppo, le ambasciate possono includere anche uffici di natura tecnica, specificamente preposti alla definizione, realizzazione, monitoraggio e valutazione delle attività di cooperazione allo sviluppo e di gestione degli aiuti in casi di emergenze umanitarie svolte nel Paese di accreditamento. Ciò avviene soprattutto laddove tale attività rientra tra quelle di competenza diretta di un Ministero degli Affari Esteri, come nel caso italiano.
Vi sono, invece, Paesi che affidano la cooperazione allo sviluppo ad agenzie autonome, le quali, per tale ragione, possiedono propri uffici nei paesi, separati dalle ambasciate (ad esempio, Stati Uniti e Regno Unito). Data la natura tecnica, tali attività sono affidate sia a personale diplomatico sia a funzionari con specifica esperienza nel settore.

### Cooperazione culturale e scientifica
Le ambasciate promuovono anche le relazioni culturali e scientifiche tra i diversi Paesi. La promozione culturale, in particolare, si basa sulla diffusione della lingua e della cultura del Paese d'invio nel Paese ospitante. A tal fine festival, mostre, incontri e rassegne possono essere organizzati nei locali della sede diplomatica per promuovere i rapporti culturali tra i diversi paesi. Appositi accordi internazionali possono essere conclusi per favorire la cooperazione bilaterale in tale settore. Gli istituti di cultura, là dove esistenti, coadiuvano le ambasciate in tale funzione, promuovendo corsi di lingua ed organizzando eventi di promozione culturale.
Sempre nell'ambito delle ambasciate sono chiamati ad operare gli addetti scientifici con il compito di promuovere e favorire la cooperazione internazionale nel settore della ricerca scientifica e tecnologica. Tale attività è particolarmente rivolta a favorire la collaborazione tra università, enti scientifici e tra imprese italiane e straniere che operano nei settori di tecnologia avanzata.

## Servizi ai cittadini
Tra le funzioni svolte da un'ambasciata rientra la fornitura di alcuni servizi a favore dei cittadini dello Stato di invio. Tali servizi, di natura tecnico-amministrativa, sono svolti dagli uffici consolari. Fra i servizi erogati ai residenti nella circoscrizione consolare, i quali per legge debbono essere iscritti all'anagrafe consolare, l'ufficio consolare cura in particolare:
- formazione, trascrizione e rilascio degli atti di stato civile
- pubblicazioni e celebrazione di matrimoni
- rilascio e rinnovo di passaporti;
- rilascio di visti d'ingresso
- rilascio e rinnovo di carte d'identità
- atti riguardanti la cittadinanza
- atti riguardanti la leva militare
- atti notarili, testamenti, autenticazioni di firma, traduzioni, legalizzazioni e certificazioni doganali connesse al rimpatrio
- atti riguardanti il servizio elettorale
- pratiche di pensione
- assistenza sociale, sussidi in denaro, assistenza farmaceutica e sanitaria per i connazionali in stato di necessità

Inoltre, i cittadini che viaggiano all'estero possono ottenere assistenza dalle proprie ambasciate nel caso in cui, essendo stati derubati dei soldi e/o dei documenti di identità, desiderino rimpatriare nel proprio Stato e non posseggano altri mezzi per farlo.
Un importante servizio che viene svolto dagli uffici consolari in favore dei cittadini dello Stato in cui l'ambasciata opera è il rilascio dei visti di ingresso: si tratta dell'atto con il quale uno stato dà a un individuo il permesso di accedere nel proprio territorio, per un certo periodo di tempo e per determinati fini.
Il visto può essere contenuto in un documento a sé o, più comunemente, stampato sul passaporto del richiedente o contenuto in foglio da allegare al medesimo. Non tutti gli stati richiedono il visto per l'ingresso nel loro territorio, ritenendo in certi casi sufficiente il passaporto.